# 8375 Kenzokohno
8375 Kenzokohno è un asteroide della fascia principale. Scoperto nel 1992, presenta un'orbita caratterizzata da un semiasse maggiore pari a 3,1452753 UA e da un'eccentricità di 0,1420330, inclinata di 0,81031° rispetto all'eclittica.